# Ruslan Asjuralijev
Ruslan Asjuralijev, född den 20 februari 1950 i Machatjkala, Dagestan, död 27 november 2009 i Machatjkala, Dagestan, var en sovjetisk brottare som tog OS-brons i lättviktsbrottning i fristilsklassen 1972 i München. 